# Murter (település)
Murter falu Horvátországban Šibenik-Knin megyében. Közigazgatásilag Murter-Kornati községhez tartozik.

## Fekvése
Šibenik központjától légvonalban 25, közúton 34 km-re északnyugatra, községközpontjától 6 km-re északnyugatra Dalmácia középső részén, a Murter-sziget északnyugati részén a tágas és szelektől védett Hramina-öbölben fekszik. A 125 méteres Raduč, a 70 méteres Sveti Rok és a 62 méteres Gradina nevű magaslatok övezik. A Hramina-öböltől déli irányban egészen a Slanica-öbölig terjeszkedett, ahol a šibeniki riviera egyik legszebb strandja található. A Slanicán kívül Murternek még négy strandja van a Luke, Podvrške, Čigrađa és a Kosirina. A Sveti Rok csúcsáról nagyszerű kilátás nyílik a környező településekre, szigetekre és nyugat felé a távolabbi Kornat-szigetre is. A település az Adria parti főúttól (Jadranske magistrale D8) 13 km-re a D12-es főúton Tisnon át érthető el.

## Története
A Murter-sziget területe már az ókorban is lakott volt. Krsto Stošić „Sela šibenskog kotara”, azaz a „Šibeniki körzet falvai” című 1941-ben megjelent művében felhívja a figyelmet, hogy a Murtar- (sv. Nikola) öböl feletti, ma szőlőkkel, gyümölcsösökkel és olajfákkal borított magaslaton az ókorban az illírek vára állt, amely az öböl feletti őrhelyként szolgált. Ez vár lett később a betelepülő horvátok ajkán előbb a hegy, az öböl majd az egész sziget névadója, mivel a „Mor – tar” jelentése tengeri erőd volt. Az illíreknek egy másik jelentős vára állt a mai Murtertől északra a Gradina-félszigeten is. A római korban a mai Betina és Murter települések között állt Colentum városa, ahol szétszórtan számos, gazdagon díszített római villa maradványa maradt fenn freskókkal és mozaikpadlókkal. Közelében 6. századi ókeresztény templom áll, mely ma a temetőben található. Colentum amúgy a sziget legrégibb elnevezése. Már az 1. században Klaudiosz Ptolemaiosz és Caius Plinius Secundus is ezen a néven említi. Ugyancsak Colentum néven nevezi a 10. században Bíborbanszületett Konstantin bizánci császár.
A horvátok a 7. században települtek meg a szigeten és új településüket a tengertől távolabb a Vršina és Raduč lábánál, a termékeny mező szélén létesítették. A település első írásos említése 1285-ből származik „Srimac”, illetve „Villa magna” néven. 1298-ban a šibeniki püspökség alapításakor említik a srimaci plébániát, melyhez Villa Magna, Jezera, Žirje és Zlarin is hozzá tartozott. Villa Magna a mai Murter ekkor 203 lakossal rendelkezett. Mai neve 1318 óta használatos, ekkor szerepel az első tengerészeti térképeken „Mortar” alakban, mely később alakult át a helyiek ajkán Murterre. 1797-ben a Velencei Köztársaság megszűnésével a Habsburg Birodalom része lett. 1806-ban Napóleon csapatai foglalták el és 1813-ig francia uralom alatt állt. 1842-ben horvát és olasz nyelvű alapiskola nyílt a településen. Murteren 1866-ban, Dalmáciában az elsők között nyílt meg az első horvát olvasókör. A településnek 1857-ben 1084, 1910-ben 1894 lakosa volt. Az I. világháború után rövid ideig az Olasz Királyság, ezután a Szerb-Horvát-Szlovén Királyság, majd Jugoszlávia része lett. Lakossága 2011-ben 2025 fő volt.

## Lakosság
| Lakosság változása | Lakosság változása | Lakosság változása | Lakosság változása | Lakosság változása | Lakosság változása | Lakosság változása | Lakosság változása | Lakosság változása | Lakosság változása | Lakosság változása | Lakosság változása | Lakosság változása | Lakosság változása | Lakosság változása | Lakosság változása |
| ------------------ | ------------------ | ------------------ | ------------------ | ------------------ | ------------------ | ------------------ | ------------------ | ------------------ | ------------------ | ------------------ | ------------------ | ------------------ | ------------------ | ------------------ | ------------------ |
| 1857               | 1869               | 1880               | 1890               | 1900               | 1910               | 1921               | 1931               | 1948               | 1953               | 1961               | 1971               | 1981               | 1991               | 2001               | 2011               |
| 1.084              | 0                  | 1.260              | 1.420              | 1.665              | 1.894              | 2.150              | 2.189              | 2.213              | 2.295              | 2.055              | 2.164              | 1.846              | 2.010              | 2.068              | 2.025              |

## Nevezetességei
- A település feletti Vršina-hegyen álló Szent Rókus kápolna[5] mai formájában 1760-ban épült, de már 1676-ban említik a levéltári dokumentumok, mint a pestis után épült fogadalmi templomot. Alaprajza téglalap alakú, apszis nélküli, nyugat-keleti tájolású. Kőből építették, de kívülről vakolva van. A homlokzaton négyszögletes, kőből profilozott ajtó található két négyzet alakú ablakkal. Az ajtó felett egy kis rozetta, a homlokzat tetején pedig harangdúc található benne három haranggal. A kápolnához lépcsősor vezet fel, nagyszerű kilátás nyílik innen Murterre és Betinára.
- A Mihály arkangyal plébániatemplomot[6] 1770-ben építették és szép barokk oltáráról nevezetes. A levéltári dokumentumok már 1479 -ben utalnak a templom létezésére, míg a templom főportálján az 1770 -es évszámmal ellátott felirat nagy valószínűséggel arról a dátumról beszél, amikor a templomot barokk stílusban bővítették és megújították. A templomot további két alkalommal bővítették és újították fel: 1847-ben és 1914-ben, így barokk külseje jelentősen változott. A templom kőből épült, homlokzata vakolt, nyugat-keleti tájolású. Alaprajzát tekintve háromhajós, hosszúkás épület. A középső hajó oldalai magasabbak , mindkét oldalán hét kerek ablaka van, amelyek megvilágítják a belső teret. Elöl egy félkör alakú mélyedésben van kialakítva a főportál.
- A temetőben álló Gradinai Boldogasszony templom[7] a 17. században épült. Az egyhajós épületet kőből építették. A templom falainak szélességében található félkör alakú apszis. A templom előtt fedett előcsarnok található. A Gradinai Szűzanyának szentelt templomot egy 1480-ra vonatkozó levéltári dokumentum és egy 1481-ből származó végrendelet is említi. A templom jelenlegi megjelenése a 19. század stílusbeli vonásait mutatja, így korábbi formáját nem lehet megítélni.
- A Raduč-hegyen egy az Osztrák–Magyar Monarchia idejében épített erőd maradványa látható ágyúállásokkal és a hozzá vezető alagúttal.
- A Gradina-fok nyugati oldalán, közvetlenül a temető mögött, mintegy 2 méter mélységben épületmaradványok találhatók. Nagy, durván faragott kőtömbök, a parthoz közelebb pedig habarccsal megkötött kisebb kőfalai, valamint cserépmaradványok is láthatók. A helyszín az i. e. 1. századtól az 1. századig terjedő időszakból származik.[8]

## Gazdaság
A helyi gazdaság alapja a mezőgazdaság, a halászat és turizmus. Az egykori halászfalu mára egyre inkább a turizmus felé orientálódik. A halászat hagyománya azonban még ma is jelentős. Bár a Murter környéki tengerben még mindig többségben vannak az állóhálós halászok, a település vonóhálós halászflottával is rendelkezik. A mezőgazdasági termelés is folyik még a településen, ám ez főként a személyes szükségletek kielégítését szolgálja. Kiemelkedő az olajbogyó- és fügetermesztés. Kornatin még néhány méhész is birtokol területet. Néhány család még mindig tenyészt juhokat, de a juhászat a délszláv háborút követően szinte teljesen kihalt. A gazdaság legfejlettebb ágát ma már a turizmus képezi. A Slanica-öbölben található a "Colentum" szálloda és a "Slanica" kemping, de legnagyobb bevételt a magánszállások termelik. Szinte minden ház a vendégek fogadására van felszerelve, különösen Podraduč, Jersane és Slanica településrészeken. Murter a hajós turizmus egyik adriai központja is, ahonnan főként a közeli Kornati Nemzeti Park területére szerveznek hajóutakat. Kornatin sok murterinek vannak birtokai. A településen egy kis és közepes hajókat építő üzem is működik.

## Kultúra
A település templomi énekkara 1900-ban kezdte meg működését, amatőr színtársulata 1922 óta működik. 1910-ben megalapították az olivaolaj termelők egyesületét is, akik 1913-ban részt vettek a franciaországi Eixben tartott nemzetközi kiállításon, ahol minőségi termékeikért aranyérmet kaptak. A kulturális szükségleteket nyári mozi, múzeum, könyvtár, koncertek és magánkiállítások  elégítik ki. Murteren működik még a "Zaokret" kulturális egyesület. A település nagy fesztiválját minden év szeptember 8-án, Kisboldogasszony ünnepén rendezik. Murter védőszentjének ünnepnapja szeptember 29. Ekkor hagyományos regatta és latin vitorlásverseny kerül megrendezésre.

## Fordítás
Ez a szócikk részben vagy egészben  a   Murter (Murter-Kornati) című horvát Wikipédia-szócikk ezen változatának fordításán alapul.  Az eredeti cikk szerkesztőit annak laptörténete sorolja fel. Ez a jelzés csupán a megfogalmazás eredetét és a szerzői jogokat jelzi, nem szolgál a cikkben szereplő információk forrásmegjelöléseként.